# Museum Jenderal Besar DR. Abdul Haris Nasution
Het Museum Sasmita Loka Ahmad Yani herbergt een collectie van Abdul Harris Nasution en enkele diorama's over de G-30-S en hoe Nasution ontsnapte aan de Indonesische massamoord van 1965-66. Het museum is gevestigd in jalan Teuku Umar 40, het centrum van Jakarta, Indonesië. Het museum is open voor het publiek van dinsdag tot zondag, van 08:00 tot 14:00.